# Matskott
Matskott kallades i Sveriges äldre kyrklig-kamerala lagstiftning de avgifter som, liksom gengärden, betalades till prästen och klockaren i form av matvaror.
I Västergötland erhöll de fattiga matskott, som gavs på långfredagen, vilken därför kallades matskotts(fre)dag. De nedlades på altaret och kallades altarmat, julaltare med mera. Matskott skulle också ges vid vissa förrättningar, till exempel vid själamässor och kyrkotagning. Ursprungligen var dessa avgifter redan enligt Sveriges gamla lagar mer eller mindre obligatoriska och fick i allmänhet inte understiga ett visst värde.
Motsvarande avgifter omtalas i Sveriges grannländer. Efter reformationen minskade användningen av denna skatteform. Men den utgick ännu på flera platser enligt Upplandslagens föreskrift: "praestaer a hawa ett matskot ar hwart, swa got sum fiurae paenningae aellr fiurae paenningae", vilken bekräftades genom 1617 års ordning om prästernas uppbörd. I yngre författningar är matskottet ibland förbjudet (Österbotten genom en förordning av 18 januari 1743), ibland medgivet (södra Roslagen, genom kunglig resolution 17 juni 1695, och på Gotland – att utgå 4 gånger om året – genom Kungliga Majestäts konfirmerade stadga 30 oktober 1747).
En medelväg intar kunglig resolution på allmogens besvär 25 maj 1720, som i fråga om "altarmaten" i Blekinge förbjuder sådan, såvida den inte lämnas i prästgården. Enligt förordningen från 11 juli 1862, angående allmänt ordnande av prästerskapets inkomster, skulle matskott utbytas mot bestämda penningbelopp.